# Heiderhof
Der Heiderhof ist ein Ortsteil der Bundesstadt Bonn im Stadtbezirk Bad Godesberg, in den Gemarkungen der alten Ortsteile Muffendorf und Lannesdorf gelegen.

## Geographie
Heiderhof liegt oberhalb des Rheintals an der Stadtgrenze zu Wachtberg. Zu dieser Grenze hin, am Rande des Siedlungsgebietes, liegen der ausgedehnte Waldfriedhof Heiderhof sowie der südöstlichste Ausläufer des Kottenforsts. Naturräumlich lässt sich der Ortsteil dem Oberwinterer Terrassen- und Hügelland zuordnen, einem Terrassenriedelland, das zu den Rhein-Ahr-Terrassen der Mittelrheinischen Bucht gehört. Nordwestlich von Heiderhof fällt das Gelände zum Godesberger Bach ab, nach Südosten bereits innerhalb der Ortslage zum Lannesdorfer Wittgesbach. Mit seiner bis auf 178 m ü. NHN reichenden zusammenhängenden Bebauung ist Heiderhof der am höchsten gelegene Ortsteil der Stadt Bonn.

## Geschichte
Namengebend für den Stadtteil war das Gut Heiderhof, das erstmals 1362 als „Hof Zer Heide“ erwähnt wird. Zu Beginn der 1960er Jahre wurde deutlich, dass Bonn für längere Zeit „provisorische“ Bundeshauptstadt bleiben sollte. Folglich ging man daran, die herrschende Wohnungsnot in Bonn und Bad Godesberg durch den Bau mehrerer Trabantenstädte zu bekämpfen. 1964 erfolgte der erste Spatenstich für die Siedlung Heiderhof, am 1. Dezember 1965 zogen die ersten Bewohner ein. Im Gegensatz zu Neu-Tannenbusch war der Heiderhof als Demonstrativbauvorhaben des Bundes vor allem für Bundesbedienstete, am Rande auch für Sanierungsverdrängte aus Alt-Godesberg, geplant worden. Dementsprechend gilt der Heiderhof trotz seiner eher schlichten Architektur mit einigen Hochhäusern als gute Wohnlage. Viele der ursprünglichen Bewohner leben auch heute noch dort. So ist das Durchschnittsalter seit 1970 von damals etwas über 30 Jahren auf heute fast 50 Jahre angestiegen. Heute leben auf dem Heiderhof etwa 5.000 Menschen.

## Nahverkehr
Die Anbindung an den öffentlichen Personennahverkehr (ÖPNV) Bonns erfolgt durch die Linien 613 und 611, die beide montags bis freitags im 20-Minuten-Takt, abends und am Wochenende im 30-Minuten-Takt verkehren und zusammen einen dichten Takt anbieten. Die Linien bieten Umsteigemöglichkeiten an die Stadtbahnlinien 16 und 63 an der Bad Godesberger Stadthalle sowie an die Züge der Deutschen Bahn und trans regio am Bahnhof Bonn-Bad Godesberg. Beide Linien fahren nach Bonn-Zentrum und verbinden den Heiderhof mit Plittersdorf, der Rheinaue und dem Bundesviertel. Nachts stellt der N10 ein stündliches Fahrtenangebot sicher.

## Einrichtungen

### Schulen
Eine Grundschule auf dem Heiderhof ist als Ganztagsschule eingerichtet; außerdem wird dort als Schule in freier Trägerschaft die englischsprachige Independent Bonn International School (IBIS) betrieben.

### Kirchliche Einrichtungen
Die beiden großen christlichen Kirchen unterhalten jeweils ein Gemeindezentrum auf dem Heiderhof (evangelisch: Immanuelkirche, katholisch: Frieden Christi) und je einen Kindergarten, die Diakonie ein Altenzentrum (Haus auf dem Heiderhof). 

#### Haus der Begegnung
Das ehemalige „Haus der Begegnung“ der Evangelischen Kirche im Rheinland am Mandelbaumweg ist Sitz des Pädagogisch-Theologischen Instituts der Evangelischen Kirche im Rheinland (PTI) und wird seit dem 15. September 2016 vom CJD Bonn als Tagungshaus betrieben.
Das PTI fördert auf landeskirchlicher Ebene das Lehren und Lernen in Schule und Gemeinde. Es ist zuständig für die Aus-, Fort- und Weiterbildung in religionsdidaktischen und gemeindepädagogischen Fragen; dazu gehören neben dem Religionsunterricht und der Konfirmandenarbeit auch der Elementarbereich und die integrative Arbeit. 
Die Evangelische Akademie im Rheinland hatte von 2002 bis 2016 ihren Sitz im Haus der Begegnung, bevor sie nach Bonn-Beuel umgezogen ist.
Das Gebäude wurde 1996 als Ersatzbau für das bis dahin wenige hundert Meter entfernt am Akazienweg gelegene Pädagogisch-Theologische-Institut erbaut. 

## Vereine

### Bürgerverein Heiderhof e.V.
Der gemeinnützige Bürgerverein Heiderhof e. V. (BVH) wurde im Oktober 2000 gegründet und ist wie für Bürgervereine üblich überparteilich und überkonfessionell.
Zweck des Vereins ist die Bewahrung und Festigung der attraktiven Infrastruktur des als Landschaftsschutzgebiet ausgewiesenen Heiderhofes durch Förderung des Umwelt- und Naturschutzes sowie der Landschaftspflege, der Verbraucherberatung und des Verbraucherschutzes, der Kriminalprävention und der Heimatkunde sowie der kulturellen Veranstaltungen des Ortsteils.
Die Förderung erfolgt durch die Erarbeitung von Vorschlägen, Entschließungen, Vorträgen und Beratungen zur Aufklärung der zuständigen Stellen sowie der Bewohner des Heiderhofes in den Bereichen der öffentlichen Grünpflege des Ortsteils und seiner Randgebiete zur Verbesserung des Erscheinungsbildes, eines sparsamen Energieverbrauches, der Lärmminderung insbesondere des Verkehrs, der Verhinderung von Straftaten, der Erstellung einer Heiderhof-Chronik und durch die Unterstützung von kulturellen Veranstaltungen des Ortsteils.
Der Verein ist in Arbeitskreisen strukturiert, die je nach Handlungsbedarf agieren.

### Tennisclub Blau-Gelb Heiderhof e.V.
Der Tennisclub Blau-Gelb Heiderhof wurde 1974 gegründet und zählt zurzeit rund 280 Mitglieder. Er verfügt über 10 Tennisplätze, von denen aktuell sechs Plätze in Benutzung sind.

## Unternehmen
Die Wohnbau GmbH hat ihren Sitz auf dem Heiderhof am Philosophenring und ist ein bundesweit in Vermietung, Neubau, Altbausanierung und Verwaltung von Wohnungen tätiges Unternehmen.

## Persönlichkeiten
Solange der Deutsche Bundestag und die Bundesregierung ihren Sitz in Bonn hatten, lebte auf dem Heiderhof eine Reihe sehr bekannter Politiker, darunter Gerhard Schröder (CDU), von 1953 bis 1969 Bundesminister in verschiedenen Ressorts, Herbert Wehner (SPD), lange Jahre stellvertretender Vorsitzender der SPD, Vorsitzender der SPD-Fraktion im Deutschen Bundestag und während der Großen Koalition Bundesminister für gesamtdeutsche Fragen, sowie Hans-Dietrich Genscher (FDP), der lange Zeit als Bundesaußenminister für die Bundesrepublik Deutschland tätig war. Auf dem Heiderhof wohnte auch die Spionin Helga Berger.